# Саткангалиева, Озипа Жанабаевна
Озипа Жанабаевна Саткангалиева (каз. Өзипа Жаңабайқызы Сатқанғалиева; 1 мая 1922 год, аул № 17, Уилский район, Актюбинская область — 22 февраля 2007 года) — колхозница и советский государственный деятель. Депутат Верховного Совета Казахской ССР II созыва (1947—1951).
Родилась в 1922 году в крестьянской семье в ауле № 17 Актюбинской области. В раннем детстве осиротела и воспитывалась у родственников. Во время коллективизации вступила в колхоз «Кызыл Жулдыз». С 1941 года трудилась в колхозе «Кызыл Ту» Байганинского района. В годы Великой Отечественной войны была заведующей овцеводческой фермой в этом же колхозе.
В 1947 году была избрана депутатом Верховного Совета Казахской ССР 2-го созыва от Байганинского избирательного округа. С 1948 по 1954 года — председатель Колтабанского сельского совета. С 1954 года — заведующая молочно-товарной фермой колхоза имени Жданова (позднее — совхоз «Байганинский») Байганинского района.
В 1981 году вышла на пенсию. Скончалась в 2007 году.
Награды
- Медаль «За трудовую доблесть»
- Медаль «За доблестный труд в Великой Отечественной войне 1941—1945 гг.»